# إدوارد سي تولمان
ادوارد سي تولمان (Edward Tolman) 1959-1886 عالم نفس أمريكي وهو من السولكيين الجدد وتعد السلوكية الجديدة امتداداً طبيعياً لسلوكية واتسون ويبدو مذھبه لأول وھلة كأنه مزاوجة بین مصطلحین متعارضین، ھي القصد
ابتدأ مسيرته العلمية كأحد أعلام المدرسة السلوكية، إلا أنه أخذ بالابتعاد عنها، من حيث أنه اعترض على اعتبار أن عملية التعلم مجرد تكوين ارتباطات بين مثيرات واستجابات على نحو آلي ميكانيكي تقوى أو تضعف وفقاً لآليات العقاب والتعزيز وفرص التدريب، وذلك كما تفترض معظم نظريات الارتباط السلوكية؛ فهو يرى أن لعملية التعلم مظاهر ترتبط بالتوقعات والاعتقادات والإدراكات. ففي الوقت الذي يحترم فيه تولمان الموضوعية السلوكية، إلا أنه في الوقت نفسه لم يغفل المظاهر المعرفية السلوكية، لأنه اتجه إلى تفسير عمليات التعلم بدلالة العمليات المعرفية مثل المعرفة والتفكير والتخطيط والاستدلال والقصد والنية والتوقع والدوافع. وعليه فإن نظرية تولمان تصنف ضمن النظريات السلوكية المعرفية، وهي ما تسمى بالسلوكية الغرضية أو القصدية Purposive Behaviorism"".
الافتراضات لأساسية:
تستند السلوكية القصدية إلى عدد من الافتراضات والتي تمثل في حد ذاتها سمات أو مميزات لهذه النظرية تتمثل بالآتي:
أولاً: هي إحدى النظريات السلوكية التي تعنى بالسلوك الموضوعي وليس بالخبرة الشعورية.
ثانياً: تعنى بالطريقة التي يتغير فيها السلوك تبعاً لتغير الخبرة عن العالم الخارجي.
ثالثاً: تعنى بالأهداف والغايات التي تفرض سلوكاً ما وتوجهه.
قصدية السلوك:
سميت نظرية تولمان بالسلوكية القصدية لأنها تدرس السلوك المنظم حول الهدف.
كيف تختلف نظرية تولمان عن نظريات الارتباط السلوكية:
تسعى كل من النظريات الارتباطية ونظرية تولمان إلى التنبؤ بالسلوك استناداً إلى المثيرات والشروط القبلية التي تسبقه، فلنأخذ على سبيل التوضيح المثال التالي: هناك شخص يقوم باستجابة ما حيال مثيرات معينة لتحقيق مكافأة. فما الذي ينتج عن هذه الخبرة؟ أو ما هو التعلم الناتج؟ نجد أن كل من هل وجثري وسكنر وميلر وغيرهم يرون بأن هذه الخبرة تنتج ميلاً لتلك المثيرات بأن تستتبع بمثل تلك الاستجابة، ولكن تولمان يرى بأنها تنتج إدراكاً أو توقعاً. إن هذه الاستجابة سوف تؤدي إلى المكافأة، ويتوقف تنفيذ مثل هذه الاستجابة على وجود حاجة لمثل هذه المكافأة من قبل الفرد(عاقل،Hill 1900 ;1981 )
التعزيز والتوقع:
لقد عارض تولمان بشدة قانون الأثر عند ثورنديك، من حيث أن الأثر البعدي ليس العامل الحازم في تكوين الارتباط بين المثير والاستجابة، وتقوية مثل هذا الارتباط؛فهو يرى أن مجرد حدوث أو اقتران الأحداث معاً كافٍ لتشكيل الارتباط فيما بينها، بحيث لا يكون التعزيز أو العقاب لازماً أو ضرورياً لذلك.
ويرى تولمان أن للتعزيز أثراً غير مباشر في عملية التعلم. ويتمثل هذا الأثر في جذب انتباه الكائن الحي إلى مثيرات أو توقعات محددة.
أنواع التعلم:
لقد ميز تولمان بين ستة أنواع من التعلم وذلك على النحو الآتي:
حول نظرية تولمان:
يعد تولمان أول من أدخل فكرة المتغيرات بين المثير والاستجابة. كما أنه أثار مسألة التمييز بين التعلم والأداء وأدخل فكرة التعلم الكامن. من جهة أخرى نرى أن معظم نظريات الارتباط السلوكية ترى أن الوحدات الأساسية التي يتم تشكيل الارتباط بينها هي المثير والاستجابة، في حين نجد تولمان يرى أن الارتباطات تتشكل بين الإحساسات.
أساسیات النظرية
1 _ يرى أن السلوك موجھا بدافع وموجه نحو تحقیق ھدف معین، ويتم تعلم الوسائل من
أجل تحقیق الغايات.
2 _ تعامل مع استجابات الكائن الحي وأن مقايیسه في حدود تغیر الاستجابة السلوكیة نتیجة
التعلم.
3 _ قدم مفھوم العوامل المتداخلة حیث اعتقد أن الأسباب المؤدية إلى السلوك، والسلوك
الناتج عن ھذه الأسباب، يمكن أن تكون محل ملاحظة موضوعیة وتعريف إجرائي.
4 _ قال في بیان ذلك: إن أسباب السلوك تتكون من خمسة متغیرات مستقلة ھي: (
المثیرات البیئیة، الحوافز الفسیولوجیة، الوراثة، التدريب السابق، السن) .
5 _ سلم بوجود عدد من العوامل المتداخلة بین المتغیرات المستقلة والسلوك النھائي غیر
ملحوظة والتيھي المحددات الفعلیة للسلوك، وھي أيضا العملیات الداخلیة التي تربط بین
المثیرات السابقة، والاستجابة التي يتم ملاحظتھا. ھذه العوامل المتداخلة لا يمكن ملاحظھا
38
موضوعیا، فھي لیست بذات فائدة للعلم إلا إذا ربطت بصورة واضحة بكل من المتغیرات
المستقلة وبالمتغیر التابع أي السلوك.
6 _ قدم مفھوم المتغیر المتداخل حتى يكون لدى علم النفسأسلوب لعمل تقريرات موضوعیة
دقیقة عن الحالات الداخلیة والعملیات التي يمكن ملاحظتھا.
7 _ اعتقد أن سلوك الإنسان والحیوان (ما عدا الانتحاءات والأفعال المنعكسة البسیطة )
يمكن تعديلھا من خلال الخبرة.
8 _ رفض قانون الأثر عند ثورنديك وقال إن الثواب والعقاب لیسلھما دور في التعلم، وإن وجد
فھو دور ضئیل.
9 _ قال بنظرية معرفیة في التعلم والتي يؤدي فیھا الأداء المتصل إلى تكوين صیغة علامة
وصیغ العلامة ھي علامات متعلمة بین المفاتیح الموجودة في البیئة وبین، Sing Gestalt
توقعات الكائن الحي.
10 _ يرى أن الحیوان يعرف جزءا من بیئته. وھذا معناه أن الفأر يكون معرفة بالمتاھة أو بأي
بیئة أخرى يوضع فیھا. ويتكون في مخه شيء أشبه بخريطة الموقع، وھذه الخريطة تمكنه
من المضي من أي نقطة من البیئة الموضوع فیھا، إلى نقطة أخرى دون أن يكون محكوما
( بسلسة من الحركات البدنیة الثابتة.

## روابط خارجية
- إدوارد سي تولمان على موقع الموسوعة البريطانية (الإنجليزية)